# Pointer (plemeno)
Pointer nebo anglický pointer je plemeno psa podle FCI č.1, skupina 7: ohaři, 2. sekce – britští a irští ohaři, původem z Anglie. Je to plemeno loveckého psa, které se vyznačuje vrozenou chutí do práce. Slovo pointer z angličtiny (ukazatel) označuje zvláštní chování, při kterém pes ustrne, "zmrzne", v typickém postoji, když chce lovce upozornit na přítomnost zvěře, tomuto chování se odborně říká vystavování zvěře.

## Historie

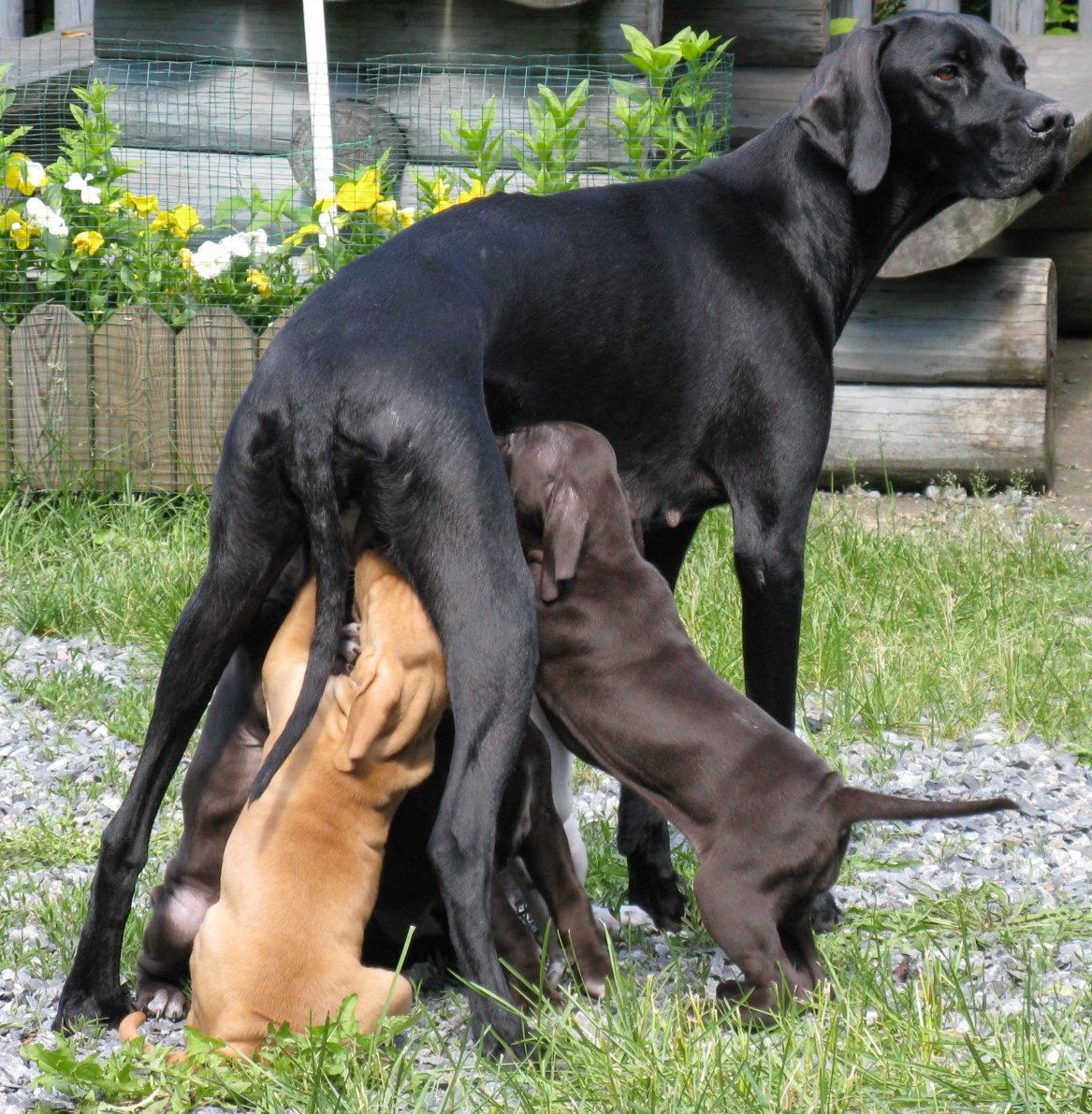
Fena pointera se štěňaty

Pointer je psí plemeno pocházející z Anglie, kde byl vyšlechtěn v 18. století. Své jméno získal díky schopnosti "stavět zvěř", v angličtině je to právě "pointer". Stavění zvěře znamená, že pes strne s hlavou rovně před sebe, pravou nohou zvednutou a rovným ocasem, čímž značí, kde se nachází lovná zvěř. První zmínky o tomto plemeni pocházejí z roku 1725 a je tedy možné, že je pointer jeden z nejstarších ohařů vůbec. Předky pointra pravděpodobně přivezli koncem 17. století do Anglie vojáci ze Španělska. Byli to krátkosrstí ohaři navarro a jednalo se o přímé předky pointrů. Ti byli pravděpodobně kříženi s německými ohaři krátkosrstými, výmarskými ohaři a maďarskými ohaři. Pointr byl poprvé na výstavě vystaven v roce 1859 na výstavě v Newcastlu.

Největší zásluhy na chovu tohoto plemene měl nejspíše Angličan William Arkwright, který nejen napsal knihu "Pointer a jeho předchůdci" a dle všeho odchoval více než 2000 těchto psů.

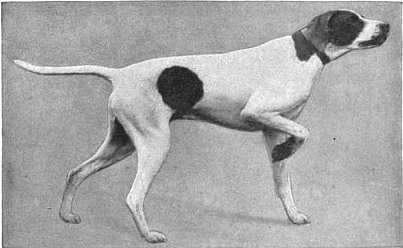
Stavěcí pointer

Za 2. světové války celkově zaostal chov psů, tedy i pointerů. Mnoho chovných psů bylo utraceno a zemřeli i někteří chovatelé. Po ní se plemeno pointer zachránilo jen díky importování jedinců z Ameriky zpátky do Anglie a tak mohl chov pokračovat. Nejrozšířenější je tento pes v Itálii a Anglii. U nás se rozšířil až v polovině 20. století.

## Charakteristika

### Vzhled
Pointer se vyznačuje štíhlou atletickou postavou. Psi mají v kohoutku 64–70 cm, feny 60–66 cm. Hmotnost těchto psů se pohybuje v rozpětí 20–30 kg. Srst je krátká a ostrá, zbarvení obvykle bývá bílo-černé, bílo-játrové, bílo-oranžové a bílo-citronové. Vzhled tohoto plemene je ušlechtilý a sportovní.

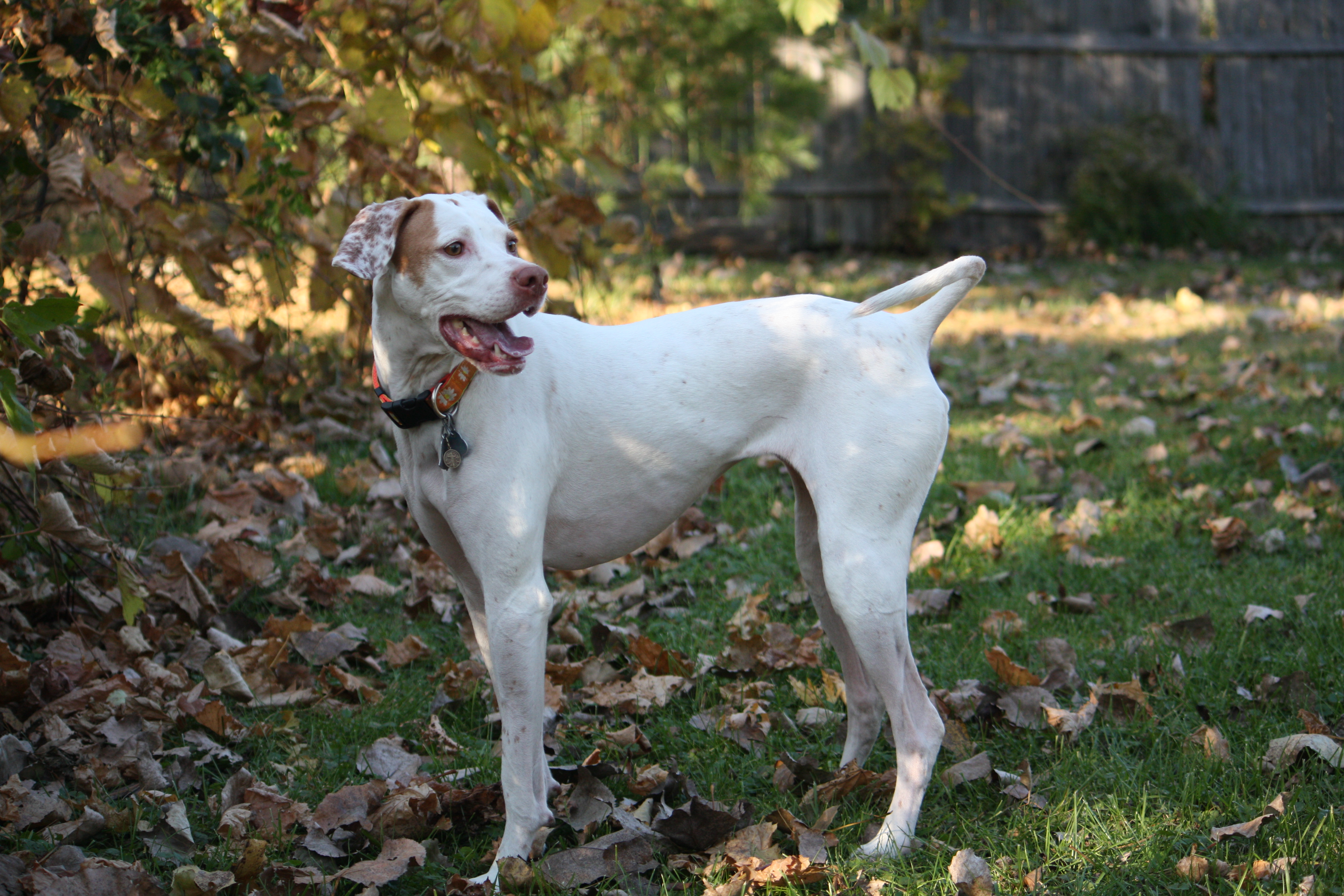
Pointer

### Povaha
Plemeno Pointer je vzhledem jedinečné, jelikož žádná další plemena mu vzhledem nejsou příbuzná. Toto plemeno se často objevuje na mezinárodních výstavách psů. Povaha Pointra je přátelská, je vhodný k dětem. Tento pes je sportovně a pracovně nadaný, čili je vhodný pro sportovně nebo lovecky založené lidi. Je to bezkonfliktní pes bez agresivity, dobře se snáší se psy jiných plemen. Svým aristokratickým vzhledem budí dojem respektu a vyrovnané povahy. Je to velmi dobrý společník na honech. Pointer se využívá při lovu malé pernaté a srstnaté zvěře, například bažanti, zajíci, lišky a podobně. Jeho hlavním loveckým znakem je ukazování zvěře. Je to přirozená a vrozená vlastnost tohoto plemene. Je známý svojí vrozenou nechutí k vodě. V lese a v revíru se pohybuje instinktivně a stále spolupracuje se svým pánem. Rád hledá kořist na dlouhé vzdálenosti, přičemž zmizí z dohledu svého majitele. Je to vynikající lovecký pes. Díky těmto svým loveckým vlastnostem se velmi často účastní různých mysliveckých zkoušek.

## Péče
Péče o toto plemeno je jednoduchá, jelikož má krátkou srst, kterou je třeba alespoň jednou týdně vyčesat pryžovým kartáčem. Jelikož miluje procházky, volný pohyb musí být pro něj samozřejmostí. Doporučují se zejména delší procházky po lesích, minimálně jednou denně. Jeho hravost můžete zvýraznit píšťalkou, na kterou se umí naučit poslouchat, vyžaduje to však hodně času stráveného cvičením. I když je rád ve společnosti, kde tvoří vynikajícího společníka, dokáže strávit i delší dobu samostatně, na rozdíl od Maďarského ohaře, který vyžaduje neustálou pozornost. Při dobré péči je průměrný věk tohoto plemene 13–15 let.